# Museo civico archeologico Eno Bellis
Il Museo civico archeologico "Eno Bellis" di Oderzo è un Museo archeologico fondato nel 1876, che ospita solo una parte del patrimonio archeologico emerso dal sottosuolo del comprensorio opitergino ed attualmente in fase di sistemazione.
Il museo è stato allestito con un percorso cronologico diviso nelle otto sale che racconta la storia della città, partendo dall'epoca preistorica e Paleoveneta, passando per l'età romana, epoca in cui la città raggiunse il suo massimo splendore.
Di particolare pregio è il ciclo di mosaici della caccia, diventati uno dei simboli della città.
Dal 1957 al 1997 ha trovato sede in un piccolo edificio di fianco al Municipio oggi demolito. Essendo questo edificio inadeguato ad ospitare i reperti, nel 1999 il museo è stato trasferito nei due piani della "Barchessa" di palazzo Foscolo, restaurata allo scopo. Si tratta di un edificio tipico dell'architettura veneta, di proprietà della parrocchia di Oderzo fino al 1996.
Il museo è stato intitolato ad Eno Bellis (1905-1986), principale studioso della storia della città del XX secolo.